# Casa delle Forme di creta

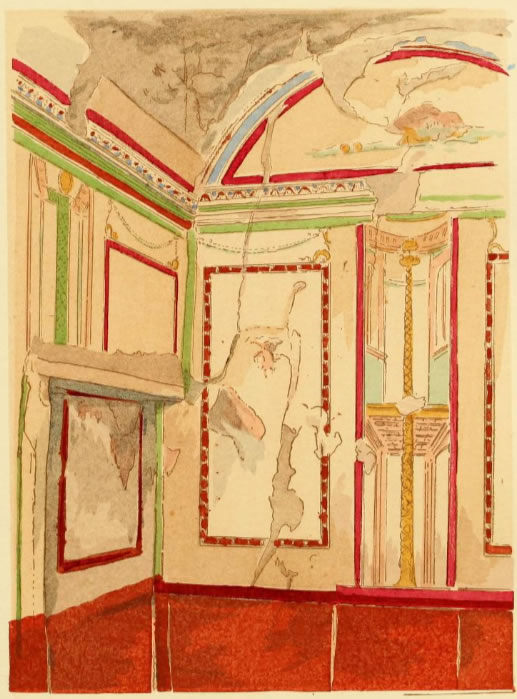
Malereien im 4. Stil in der Casa delle Forme di creta

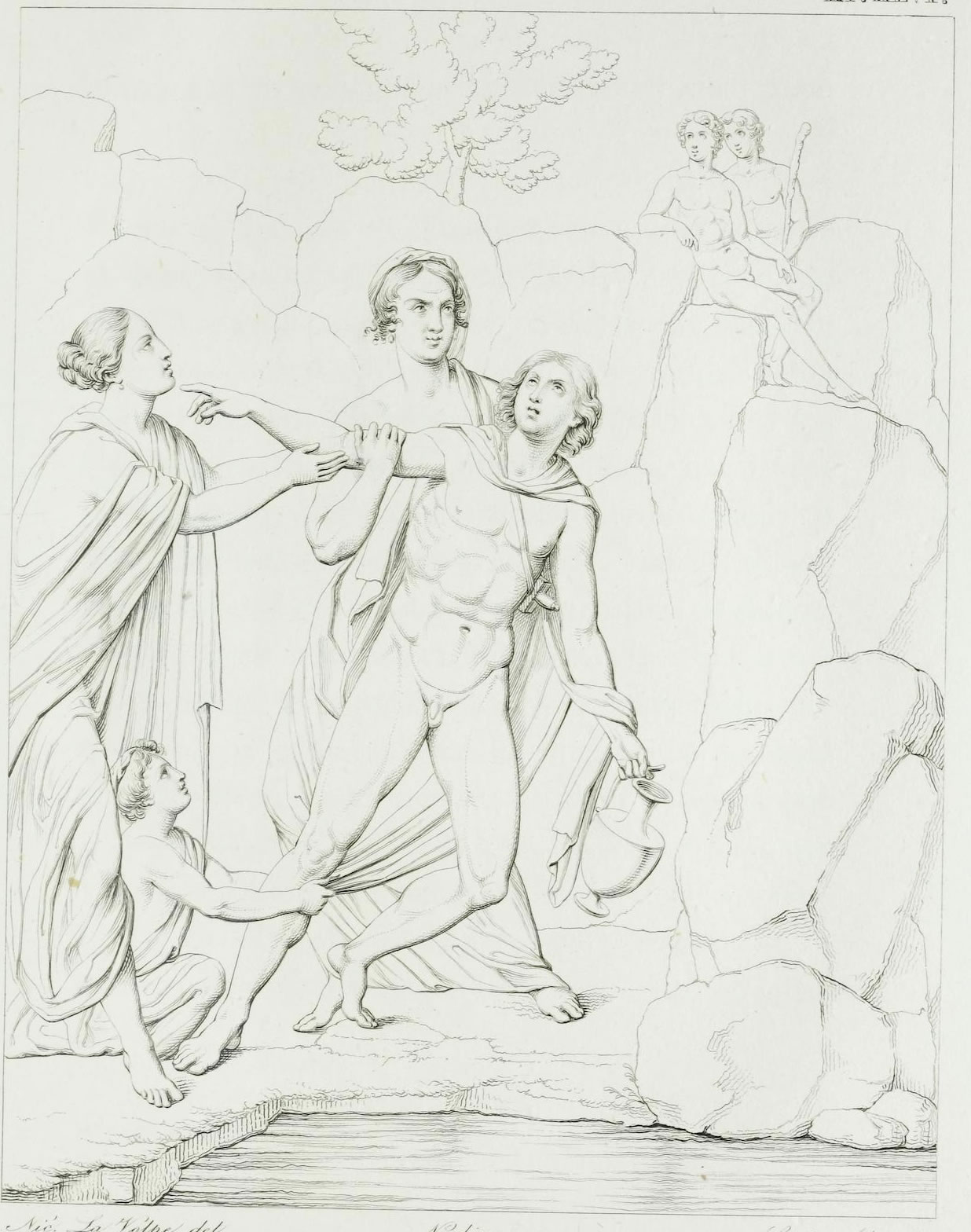
Die Entführung des Hylas

Die Casa delle Forme di creta (Haus der Tonformen) ist ein moderat großes Wohnhaus in Pompeji (VII.4.62), das 1832 und 1837 ausgegraben wurde. Das Haus wurde bei Bombardierungen 1943 im Zweiten Weltkrieg stark beschädigt. Es erhielt seinen modernen Namen vom angeblichen Fund diverser Tonformen, von denen aber weiter nichts bekannt ist.
Bei der Casa delle Forme di creta handelt es sich um ein Atriumhaus mit einem großen, dahinter liegenden Peristyl. Es ist vielleicht schon im 4. Jahrhundert v. Chr. errichtet worden, die jetzigen Reste stammen aber vor allem aus dem 2. Jahrhundert v. Chr. Das Haus besitzt einige einfache Mosaiken und mehrere im 4. Stil ausgemalte Räume. Die Malereien sind heute nicht mehr gut erhalten. Am aufwendigsten waren die Malereien im Triklinium. Sie zeigten die üblichen Felder mit Architekturen in den Seitenfeldern und in der Oberzone. Von hier stammt ein Wandgemälde, das die Entführung des Hylas zeigt. Das Bild wurde aus der Wand geschnitten und befindet sich heute im Archäologischen Nationalmuseum Neapel (Inv. Nr. 8882). Lawrence Richardson Jr. schreibt dieses Bild dem Adone-Ferto-Maler zu. Andere Räume waren einfacher gestaltet und zeigen Felderdekorationen auf hellem Grund. Fragmente einer aufwendigen Glasschale fanden sich im Haus und im benachbarten Haus und sind wohl schon in der Antike zerbrochen worden.